# Ligne Iwate Galaxy Railway
La ligne Iwate Galaxy Railway (いわて銀河鉄道線, Iwate Ginga Tetsudō-sen) est une ligne ferroviaire de la compagnie Iwate Galaxy Railway (IGR) située dans les préfectures d'Iwate et Aomori au Japon. Elle relie la gare de Morioka à celle de Metoki.

## Histoire
La ligne ouvre en 1891 et fait partie alors de la ligne Tōhoku.
Le 1er décembre 2002, à l'occasion du prolongement de la ligne Shinkansen Tōhoku de Morioka à Hachinohe, une partie de la ligne Tōhoku est transférée à d'autres compagnies. La section Morioka - Metoki revient à la compagnie Iwate Galaxy Railway et est renommée ligne Iwate Galaxy Railway.

## Caractéristiques

### Ligne
- longueur : 82,0 km
- écartement des voies : 1 067 mm
- nombre de voies : 2
- électrification : courant alternatif 20 000 V - 60 Hz
- vitesse maximale : 100 km/h

### Services et interconnexions
La ligne est parcourue par des trains omnibus. A Kōma, certains trains continuent sur la ligne Hanawa. A Metoki, la plupart des trains continuent sur la ligne Aoimori Railway jusqu'à Hachinohe.
La ligne est également parcourue par des trains de fret.

### Liste des gares
La ligne comporte 18 gares.
| Gare              | Nom japonais | Distance depuis Morioka (km) | Correspondances                                                         | Localisation | Localisation        |
| ----------------- | ------------ | ---------------------------- | ----------------------------------------------------------------------- | ------------ | ------------------- |
| Morioka           | 盛岡         | 0                            | JR East : Akita Shinkansen, Tōhoku Shinkansen, Tōhoku, Tazawako, Yamada | Morioka      | Préfecture d'Iwate  |
| Aoyama (ja)       | 青山         | 3,2                          |                                                                         | Morioka      | Préfecture d'Iwate  |
| Kuriyagawa        | 厨川         | 5,6                          |                                                                         | Morioka      | Préfecture d'Iwate  |
| Sugo              | 巣子         | 10,2                         |                                                                         | Takizawa     | Préfecture d'Iwate  |
| Takizawa          | 滝沢         | 12,2                         |                                                                         | Takizawa     | Préfecture d'Iwate  |
| Shibutami         | 渋民         | 16,6                         |                                                                         | Morioka      | Préfecture d'Iwate  |
| Kōma              | 好摩         | 21,3                         | JR East : Hanawa (interconnexion)                                       | Morioka      | Préfecture d'Iwate  |
| Iwate-Kawaguchi   | 岩手川口     | 26,9                         |                                                                         | Iwate        | Préfecture d'Iwate  |
| Iwate-Numakunai   | いわて沼宮内 | 32,0                         | JR East : Tōhoku Shinkansen                                             | Iwate        | Préfecture d'Iwate  |
| Midō              | 御堂         | 37,3                         |                                                                         | Iwate        | Préfecture d'Iwate  |
| Okunakayama-Kōgen | 奥中山高原   | 44,4                         |                                                                         | Ichinohe     | Préfecture d'Iwate  |
| Kotsunagi         | 小繋         | 52,2                         |                                                                         | Ichinohe     | Préfecture d'Iwate  |
| Kozuya            | 小鳥谷       | 59,8                         |                                                                         | Ichinohe     | Préfecture d'Iwate  |
| Ichinohe          | 一戸         | 64,5                         |                                                                         | Ichinohe     | Préfecture d'Iwate  |
| Ninohe            | 二戸         | 70,8                         | JR East : Tōhoku Shinkansen                                             | Ninohe       | Préfecture d'Iwate  |
| Tomai             | 斗米         | 73,7                         |                                                                         | Ninohe       | Préfecture d'Iwate  |
| Kintaichi-Onsen   | 金田一温泉   | 78,4                         |                                                                         | Ninohe       | Préfecture d'Iwate  |
| Metoki            | 目時         | 82,0                         | Aoimori Railway : Aoimori Railway (interconnexion)                      | Sannohe      | Préfecture d'Aomori |